# لوغان مارتن
لوغان مارتن (بالفرنسية: Logan Martin)‏ (19 نوفمبر 1997 - ) هو لاعب كرة قدم فرنسي في مركز الوسط. لعب مع نادي كان.

## وصلات خارجية
- لوغان مارتن على موقع الاتحاد الأوربي (الإنجليزية)
- لوغان مارتن على موقع قاعدة بيانات كرة القدم.إي يو (الإنجليزية)
- لوغان مارتن على موقع Soccerbase.com (لاعب) (الإنجليزية)
- لوغان مارتن على موقع Soccerway.com (الإنجليزية)